# Jus ad bellum
Jus ad bellum (in latino, in italiano "diritto di guerra") è una serie di criteri che devono essere consultati prima di entrare in guerra di modo da determinare se sia possibile l'entrata in guerra e se sia una guerra giusta.

## Definizione
Lo jus ad bellum si riferisce alle "legittime ragioni di uno Stato per intraprendere una guerra". Queste regole indicano comunque i criteri per cui una guerra debba ritenersi giusta, mentre nel caso del ius in bello vengono indicati i requisiti per i quali essa è correttamente condotta.
Un accordo internazionale che limita le ragioni giustificabili per un paese per dichiarare guerra contro un altro è parte del jus ad bellum. Oltre ai patti bilaterali di non aggressione, il XX secolo ha visto una serie di trattati multilaterali che definiscono nuove restrizioni per porre inizio a una guerra. I tre più importanti esempi sono sicuramente il Patto Kellogg-Briand che definisce la guerra come uno strumento di politica nazionale, la Carta di Londra (conosciuta anche come Carta di Norimberga) che definisce i "crimini contro la pace" alcuni tra i principali capi d'imputazione affibbiati ai nazisti durante la Seconda Guerra mondiale, e la Carta delle Nazioni Unite, che obbliga le nazioni a cercare una soluzione alle dispute prima in modo pacifico per poi concedere loro di disporre del diritto di autodifesa nel caso di un conflitto armato.
L'art. 51 della Carta delle Nazioni Unite infatti dichiara: "Nulla in questa Carta dovrà toccare il diritto individuale o collettivo all'auto-difesa se un conflitto armato interessa un Membro delle Nazioni Unite".

## Differenze: lojus in bello
Per contrasto, gli accordi che definiscono i limiti di una guerra sono considerati "regole di guerra" e sono definiti unicamente come jus in bello. La necessità di tenere ben distinte le due categorie dipende da una serie di fattori che hanno origine nella differenza tra cause ed effetti e nella antica necessità, su cui si fondano tutti gli ordinamenti giuridici compreso quello internazionale, per cui ne cives ad arma ruant: se si commistionano le ragioni della guerra con il suo svolgimento, ci sarebbe chi - nel presumere di aver ragione ad attaccare l'altro - troverebbe motivi anche per condurre una guerra senza quartiere o senza regole. Invece, «mentre una valutazione dello jus ad bellum tende a tradursi in una conclusione unica, olistica e integrata - l'uso della forza era legittimo o non lo era - lo jus in bello opera attraverso una serie di valutazioni individuali e continue di questioni come la scelta dell'obiettivo (i civili e le altre categorie protette), la detenzione e internamento, lo stato personale e degli oggetti dei combattimenti».
Per questo, la Convenzione di Ginevra ha stilato una serie di regole di jus in bello: esse prevedono la protezione dei civili in tempo di guerra, la necessità di una proporzionalità tra le forze in uso, uno stile di condotta nella guerra; da ciò la dottrina trae anche conseguenze su quello che è lecito (o illecito) in tempo di guerra, il che riguarda il fatto se una guerra sia condotta giustamente (senza riguardi a chi abbia iniziato il conflitto).

## Principi dellojus ad bellum

### Autorità propria e dichiarazione pubblica
Il principio di giusta autorità suggerisce che una guerra sia tale solo se dichiarata da una legittima autorità. Questa autorità è contenuta nella nozione di stato sovrano. Nella sua Summa Theologica, San Tommaso d'Aquino annota che per essere giusta una guerra, non deve sol essere dichiarata pubblicamente, ma deve essere indetta da un'autorità propria.
L'autorità propria è ciò che differenzia la guerra dall'assassinio: "Sono le regole di guerra che ne danno il significato pratico e la distinguono dall'assassinio, così come il soldato dal criminale". Un soldato può essere trattato come un prigioniero di guerra ma non come un criminale perché sta operando per conto di una autorità propria di uno stato e non può essere ritenuto individualmente responsabile delle azioni che egli ha commesso per ordine della sua leadership militare.

### Giusta causa / legittima intenzione
Secondo i principi della legittima intenzione, la dichiarazione di guerra non deve essere fatta per interessi nazionali, ma per ristabilire una giusta pace. Questo stato di pace deve essere preferibile alle condizioni di guerra. Le guerre non possono essere combattute semplicemente per annettere dei territori o installare un nuovo regime. Le attuali dottrine di "autodifesa anticipatoria" o attacco preventivo, note comunemente come Dottrina Bush, hanno mutato il concetto di giusta causa / legittima intenzione. La giusta causa include anche l'intervento umanitario, in particolare quando le azioni "scioccano le coscienze". La responsabilità di proteggere va più a fondo dell'aspetto dell'intervento umanitario.

### Probabilità di successo
Secondo questo principio, vi sono diverse possibilità di concludere che una guerra sia giustamente giustificata. Il principio enfatizza la violenza di massa. Questo criterio però permette di evitare un'invasione per la paura di una invasione e si ricollega al criterio di proporzionalità. Uno stato non può invadere un altro stato se non ha possibilità di vittoria. Ad ogni modo le guerre sono combattute grazie ad una conoscenza imperfetta dell'altro, e pertanto uno stato può solo fare delle congetture sul nemico, sulle sue forze e sulle sue conoscenze. Questi criteri spostano la conversazione dal piano morale/teoretico al piano pratico.

### Ultima risorsa
Il principio di ultima risorsa prevede che tutte le opzioni non violente siano prese in considerazione prima di utilizzare la violenza per quanto giustificata. Le opzioni diplomatiche, sanzioni, e altri metodi non militari devono essere tentati prima di intraprendere le ostilità. Il principio di ultima risorsa può svolgersi anche come segue, partendo da una piccola forza che va via via ingrandendosi sino ad una guerra di massa o persino all'uso di bombardamenti a tappeto o agli attacchi nucleari.

## Storia

### Antico Testamento
In numerosi passi dell'Antico Testamento, Yahweh è chiamato col nome di Signore degli Eserciti (Sabaoth in ebraico antico), e come forma dell'ira divina legittima il suo popolo all'uccisione di Re nemici del popolo di Israele con le loro famiglie, dei maschi primogeniti delle città, insieme alla contestuale distruzione di dimore e monumenti dedicati alle divinità pagane: 
- Levitico: Vitello d'oro (Lv 32,27)
- Esodo: 12:29,
- Numeri: 16:27-33, 21:3-35, 21:4-9, 31:9-40;
- Deuteronomio: 2:33-34, 3:6, 7:2, 20:23-16, 21:10-13, 28:53-54;
- Libro di Giosuè: 8:22-25 (12.000 uomini), 10:10-40.
- Libro dei Giudici: 1:4-17 (10.000 vittime, tra Cananei e Ferezei), 7:19-25 (Gedeone e i Madianiti), 16:27-30 (Sansone e 3.000 vittime, e 1Samuele 4:10)
- Primo Libro di Samuele: "Samuele trafisse Agag davanti al Signore in Gàlgala" (1Samuele 15,33)
- Secondo Libro di Samuele: 2 Samuele, 8:1-18 (22.000 siriani e 18.000 edomiti).
- Primo Libro dei Re: 1 Re, 20:29-30 (10.000 vittime fra i siriani il primo giorno di battaglia).
- Secondo Libro dei Re: 2 Re, 19:35, "Un angelo del signore sterminò centottantacinquemila uomini nei campi assiri."
- Secondo Libro delle Cronache: 2 Cronache, 13:17

Le stesse pene sarebbero state riservate a Israele in caso di disubbidienza (Levitico 26, 7-29), aumentate di sette volte perché si trattava del popolo eletto (2 Samuele, 24:15: pestilenza per punire Davide, 70.000 innocenti).
Nello stesso tempo, concede il perdono divino davanti alla conversione di Ninive (Libro di Giona, cap. 3), volendo risparmiare la vita di tanti uomini, donne e bambini (simile alla clemenza di Re Davide in 1 Samuele, 30:17). La città è oggetto di numerose profezie (Libro di Naum).

### Medioevo
San Tommaso d'Aquino è uno dei primi filosofi a parlare di una "giusta guerra". Il suo elenco prevede dei criteri intesi a proteggere i civili ed a garantire che le guerre non fossero combattute per interessi di parti private.
Dopo la Pace di Vestfalia, che pose fine alla Guerra dei Trent'anni, gli studiosi iniziarono a concentrarsi sul modo per controllare una guerra tra stati pur rispettando il principio di sovranità statale. Questo non fu possibile sino a dopo la fine della Seconda Guerra mondiale quando vennero create le Nazioni Unite.

### L'epoca moderna
Dagli anni '50 del XX secolo, le dichiarazioni di jus ad bellum sono drammaticamente diminuite. Nel suo saggio "Why States No Longer Declare War" Tanisha Fazal denota la mancanza nel mondo moderno di formali dichiarazioni di guerra. Tale pratica è dettata principalmente dal fatto che nel mondo moderno le guerre vengono condotte da o contro non-stati o gruppi terroristici.

### La Dottrina Bush
Più recentemente, lo jus ad bellum ha aperto una strada alla Dottrina Bush per un attacco preventivo, dando luogo a frequenti critiche per i suoi effetti a lungo termine.